# Boquilla y Anexas
Boquilla y Anexas är en ort i Mexiko.   Den ligger i kommunen Guerrero och delstaten Chihuahua, i den nordvästra delen av landet, 1 300 km nordväst om huvudstaden Mexico City. Boquilla y Anexas ligger 2 109 meter över havet och antalet invånare är 498.
Terrängen runt Boquilla y Anexas är huvudsakligen platt, men österut är den kuperad. Runt Boquilla y Anexas är det mycket glesbefolkat, med 7 invånare per kvadratkilometer. Närmaste större samhälle är La Junta, 6,5 km väster om Boquilla y Anexas. Trakten runt Boquilla y Anexas består till största delen av jordbruksmark.